# Phragmidium nambuanum
Phragmidium nambuanum är en svampart som beskrevs av Dietel 1908. Phragmidium nambuanum ingår i släktet Phragmidium och familjen Phragmidiaceae.   Inga underarter finns listade i Catalogue of Life.